# Сарисуський сільський округ
Сарису́ський сільський округ (каз. Сарысу ауылдық округі, рос. Сарысуский сельский округ) — адміністративна одиниця у складі Улитауського району Улитауської області Казахстану. Адміністративний центр — село Жиланди.
Населення — 881 особа (2021; 1099 у 2009, 1371 у 1999, 1995 у 1989).
Станом на 1989 рік існувала Сарисуська сільська рада (села Жиланди, Казибек-1, Коскудик-2, Тасоба), а село Жиделі перебувало у складі Борсенгірської сільської ради ліквідованого Джездинського району.

## Склад
До складу округу входять такі населені пункти:
| Населений пункт | Населення, осіб (1989) | Населення, осіб (1999) | Населення, осіб (2009) | Населення, осіб (2021) |
| --------------- | ---------------------- | ---------------------- | ---------------------- | ---------------------- |
| Жиделі, село    | 132                    | -                      | -                      | -                      |
| Жиланди, село   | 1436                   | 1128                   | 972                    | 771                    |
| Казбек, село    | 118                    | 50                     | -                      | -                      |
| Тасоба, село    | 134                    | 31                     | -                      | -                      |
| Тюємойнак, село | 175                    | 162                    | 127                    | 110                    |